# Тедді Атлас
Теодор А. «Тедді» Атлас-молодший (англ. Theodore A. «Teddy» Atlas Jr.; Народився 29 Липня 1956 року, Статен-Айленд, Нью-Йорк, США) — американський тренер з боксу.
Учні — Тімоті Бредлі, Олександр Поветкін, Майкл Мурер, Шеннон Бріггс, Кірк Джонсон, Майк Тайсон і т. д.
Вчився Тедді Атлас у Каса Д'амато
У дитинстві він прагнув бути боксером, і навіть завоював Золоті рукавички в 1976 році, але травма хребету не дала йому стати професійним боксером.